# Epic Records
Epic Records este o casă de discuri americană deținută de Sony Music Entertainment, o divizie a Sony Music Group, o subsidiară a Sony Corporation of America, divizia americană a conglomeratului japonez Sony. Ea a fost fondată principal ca o casă de discuri de jazz și muzică clasică în 1953, dar ulterior și-a extins domeniul de aplicare să includă o gamă mai diversă de genuri, inclusiv pop, R&B, rock și hip hop.

## Artiști Epic Records

### Artiști actuali
- A. Chal
- A Great Big World
- Andre 3000
- Avril Lavigne
- Bando Jonez
- Big Boi
- Bobby Shmurda
- Casey Veggies
- Cashius Green[1]
- Chevelle
- Ciara
- Curtis Fields
- Dead Sara
- Distribuția Glee (Regatul Unit)
- Dragana Mirkovic
- Example
- Fifth Harmony
- Fiona Apple
- Florrie (Regatul Unit)
- Future
- In Flames
- Joe Satriani
- Jonn Hart
- Jon Jonsson
- Judas Priest
- JLS (Statele Unite)
- Kat Dahlia
- Kevin McHale
- King L
- Kongos
- Lamb of God
- Mariah Carey
- Meghan Trainor
- Michael Jackson
- Modest Mouse
- Morgan James
- Melanie Amaro
- Mr. Probz
- New Hollow
- Nicole Scherzinger
- Olly Murs (Regatul Unit)
- Outkast
- Ozzy Osbourne
- Paloma Faith (RCA Records Label în Regatul Unit)
- Quadron
- Rough Copy
- Rowdy Rebel
- Sade
- Sara Bareilles
- SBOE[1]
- Sean Kingston
- Snootie Wild
- Tamar Braxton
- TeeFLii
- Tinashe (Regatul Unit)
- Tink
- The Airborne Toxic Event[2]
- The Fray
- The Last Internationale
- TLC
- Travi$ Scott
- 21 Savage
- Vinny Cha$e
- Wallpaper
- Watch The Duck
- We Are Toonz
- Yo Gotti
- Zara Larsson

## Logo-uri
Spre deosebire de casa soră Columbia, Epic a trecut prin cinci logo-uri diferite. Unele logo-uri au fost readuse temporar pentru reeditări de perioadă. Anii afișați mai jos indică timpul servit ca logo principal al casei.

Primul logo de sunet radial de explozie solară, 1953–1960
Al doilea logo de sunet radial de explozie solară, 1960–1973, 1998–2005 (folosit în continuare de Epic Records Japan)
Logo-ul marele "E", 1973–1978
Logo de scenariu gradient, 1978–1991 (folosit în tandem cu logo-ul de scenariu conturat)
Logo de scenariu conturat, 1978–1991 (folosit în tandem cu logo-ul de scenariu gradient)
Logo-ul înregistrare stivuită, 1991–1998
Logo de scenariu simplificat, 2005–2011, 2015–prezent
Logo de tipar roșu, 2011–2015 (folosit în continuare în Japonia)